# تازه‌کند طهماسب
تازه‌کند طهماسب یکی از روستاهای استان آذربایجان شرقی است که در دهستان بزکش بخش مرکزی شهرستان اهر واقع شده‌است.این روستا ۲۰۶ نفر جمعیت دارد.